# Principio dell'orizzontalità originaria

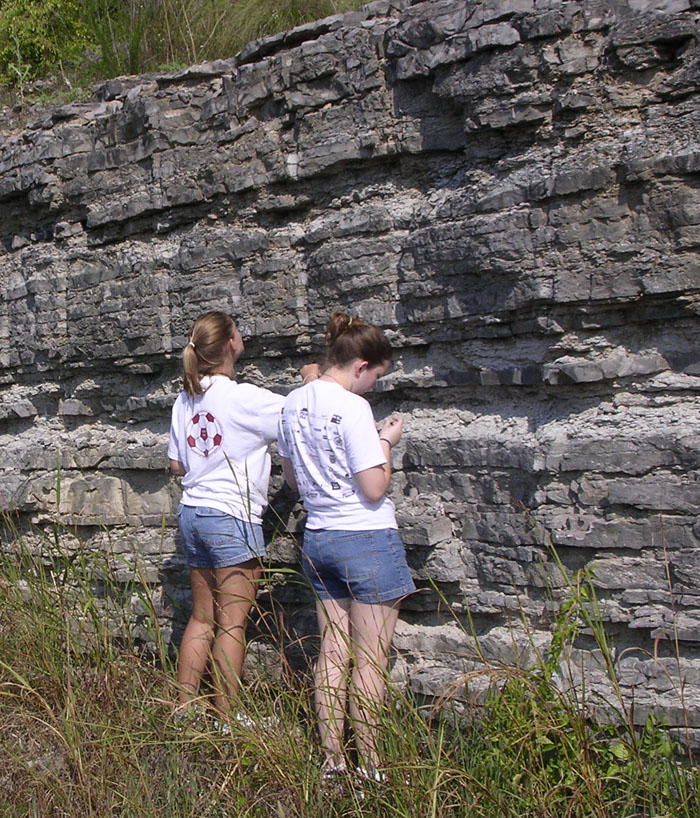
Una sezione stratigrafica di roccia ordoviciana esposta nel Tennessee centrale, USA. i sedimenti che compongono queste rocce si formarono su un fondale marino e depositandosi in strati orizzontali.

Il principio dell'orizzontalità originaria venne proposto dal pioniere della geologia, il danese Niccolò Stenone (1638-1686). Questo principio stabilisce che i sedimenti si depongono in strati orizzontali quindi, una volta diagenizzati, dovrebbero mantenere una giacitura orizzontale. Il principio è importante per l'analisi degli strati piegati e inclinati. 
Da queste osservazioni deriva il fatto che la Terra non fu mai statica, dato che grandi forze operarono per lunghi periodi di tempo, oltre a condurre alle conclusioni della scienza delle tettonica delle placche, ovvero: il movimento e le collisioni delle grandi placche della crosta terrestre sono la causa degli strati piegati.
Il principio dell'orizzontalità originaria, una delle leggi di Stenone, serviva bene ai primordi della scienza geologica. Tuttavia, adesso si sa che non tutti gli strati sedimentari sono deposti soltanto in senso orizzontale.
Per esempio, i sedimenti a grana grossa come la sabbia possono essere depositati su angoli di inclinazione che arrivano fino a 15 gradi, bloccati dall'attrito interno tra i granuli che evitano loro di ammucchiarsi con un angolo inferiore senza sforzi o rimaneggiamenti aggiuntivi. Questo è noto come l'angolo di riposo, e un primo esempio è la superficie delle dune di sabbia. 
Similmente, i sedimenti possono accumularsi sopra una preesistente superficie inclinata, depositandosi di solito in modo uniforme ad essa, questo assetto di strati originariamente inclinati viene chiamato clinostratigrafia.   
Di conseguenza il principio della orizzontalità originaria è ampiamente, ma non universalmente, applicabile allo studio della sedimentologia, stratigrafia e geologia strutturale e si dovrebbero sempre tenere bene in mente gli avvisi sopra accennati prima di accettare l'orizzontalità originaria come un dato di fatto.